# Claus Schenk von Stauffenberg
Claus Philipp Maria Schenk Graf von Stauffenberg, född 15 november 1907 i Jettingen, död 21 juli 1944 i Berlin, var en tysk greve och militär (överste). Han var en av de ledande personerna i den sammansvärjning som år 1944 ledde till 20 juli-attentatet mot Adolf Hitler.

## Biografi
Stauffenberg tillhörde en gammal sydtysk adelsfamilj och hade bland sina anfäder ett stort antal prominenta preussare, däribland fältmarskalken August von Gneisenau. Han var djupt troende katolik, välutbildad, en skicklig ryttare och en konservativ yrkesmilitär som älskade litteratur, poesi och musik.  I sin ungdom var Stauffenberg en hängiven beundrare av poeten Stefan George och tog särskilt till sig den höga idealismen i dennes poesi och livsåskådning.
Stauffenberg gick aldrig med i nazistpartiet.. Initialt hyste han vissa sympatier för nationalsocialismen, främst av patriotiska skäl, och även om han inte accepterade alla idéer som naziregimen representerade var han till en början inte en direkt motståndare till den, och som monarkist såg han Weimarrepublikens avveckling, med dess förlamande politiska splittring, som något i grunden positivt.
Kristallnatten i november 1938 blev en vändpunkt för Stauffenberg och han kände att en stor skam hade drabbat Tyskland. Förföljelserna av judar och förtrycket av religiösa fick honom att ställa sig i opposition till nazismen. Till detta kom upplevelserna på östfronten 1941–1942, då han bevittnade nazisternas ideologiska utrotningspolitik.
År 1943 förflyttades Stauffenberg som överstelöjtnant till Tunisien, där han blev svårt sårad och miste vänster öga, sin högra hand och två fingrar på vänster hand. Efter konvalescens anslöt han sig till den militära motståndsrörelsen.

### Motståndsman
I allt större omfattning kom han tillsammans med andra officerare och civila att i hemlighet arbeta för att så småningom kunna undanröja Hitler och den nazistiska regeringen. Till skillnad från sina konservativa medsammanvurna, bland andra Carl Friedrich Goerdeler och Ludwig Beck, ville Stauffenberg se representanter för socialdemokratin företrädda i den postnazistiska regimen och kontakter knöts med det socialdemokratiska och kristna motståndet kring Kreisaukretsen. Stauffenberg krävde att såväl förre SPD-politikern och koncentrationslägerfången Julius Leber som den tidigare fackföreningsledaren Wilhelm Leuschner skulle ingå i den nya regeringen. Efter att ha avslöjats av Gestapo greps Leber den 4 juli 1944; detta kom att påskynda Stauffenbergs attentatsplaner.
Tack vare sin position i ledningen av den tyska arméns reservstyrkor i Berlin fick Stauffenberg uppdraget att vid ett lämpligt tillfälle placera ut en sprängladdning med avsikten att döda Hitler och hans närmaste män. Två försök inställdes eftersom antingen Hermann Göring eller Heinrich Himmler var frånvarande, då man önskade undanröja även dem. Vid det tredje tillfället var beslutet att man skulle skrida till verket oavsett om dessa var närvarande eller ej.
Den 20 juli 1944, klockan 7 på morgonen, lämnade Stauffenberg Berlin från Rangsdorfs flygplats.  Mitt på samma dag sammanträdde 24 personer, däribland Hitler och Stauffenberg, i en träbyggnad i Wolfsschanze i Ostpreussen, där Hitler hade sitt högkvarter under en stor del av andra världskriget. Stauffenberg placerade en portfölj med en tidsinställd bomb i konferensrummet och flög skyndsamt tillbaka till Berlin för att därifrån leda kuppen. Innan bomben detonerade, flyttades dock portföljen vilket minskade laddningens verkan. Omkring klockan 12.40 detonerade bomben, men Hitler överlevde.
När Stauffenberg återkom till Berlin fann han att kupplanerna inte realiserats, varför han genast tvingade fram ett verkställande av "Operation Valkyria". Även på andra platser i det område som kontrollerades av Tyskland verkställdes kuppen, mest framgångsrikt av militärbefälhavaren i det ockuperade Paris, general Karl-Heinrich von Stülpnagel. Kuppen misslyckades dels på grund av kuppmännens obeslutsamhet och dels av att den endast lätt sårade Hitler fortfarande åtnjöt respekt inom Wehrmacht.
I Berlin greps Stauffenberg och ett stort antal andra officerare. Stauffenberg, Albrecht Mertz von Quirnheim, Friedrich Olbricht och Werner von Haeften avrättades genom arkebusering natten till den 21 juli efter ett lagligt ståndrättsförfarande av generalöverste Friedrich Fromm. Under de närmaste dagarna greps över 200 medskyldiga och fördes inför en specialdomstol, dömdes för högförräderi och medhjälp till mordförsök till döden genom ordinarie civilrättsligt förfarande. Under de närmaste månaderna greps mer än 5 000 personer och av dessa avrättades flera hundra. I domstolen ansågs det bevisat att Fromm känt till Stauffenbergs och de andras förehavanden varför även han dömdes till döden för medhjälp.
Stauffenberg begravdes tillsammans med andra motståndsmän på kyrkogården Alter St.-Matthäus i Berlin. Efter bara några dagar beslöt Heinrich Himmler att gräva upp kropparna och kremera dem. Askan ströddes sedan på Berlins avloppsreningsfält. En minnessten finns idag på kyrkogården där kropparna under en kort tid fick sin sista vila. 
Hustrun Nina von Stauffenberg var vid 20 juli-attentatet gravid med parets femte barn. Hon sattes efter det misslyckade attentatet i läger i Frankfurt an der Oder medan barnen (under andra namn) skickades till hem för föräldralösa barn i Thüringen. Efter krigsslutet återförenades de fyra barnen med sin mor och sitt nya syskon.

## Befordringar
- 18 augusti 1927 – Fahnenjunker-Gefreiter
- 15 oktober 1927 – Fahnenjunker-Unteroffizier
- 1 augusti 1929 – Fähnrich
- 1 januari 1930 – Leutnant
- 1 maj 1933 – Oberleutnant
- 1 januari 1937 – Rittmeister
- 1 januari 1941 – Major i.G. (im Generalstab)
- 1 januari 1943 – Oberstleutnant i.G.
- 1 april 1944 – Oberst i.G.

## Utmärkelser (urval)
- Järnkorset: 31 maj 1940

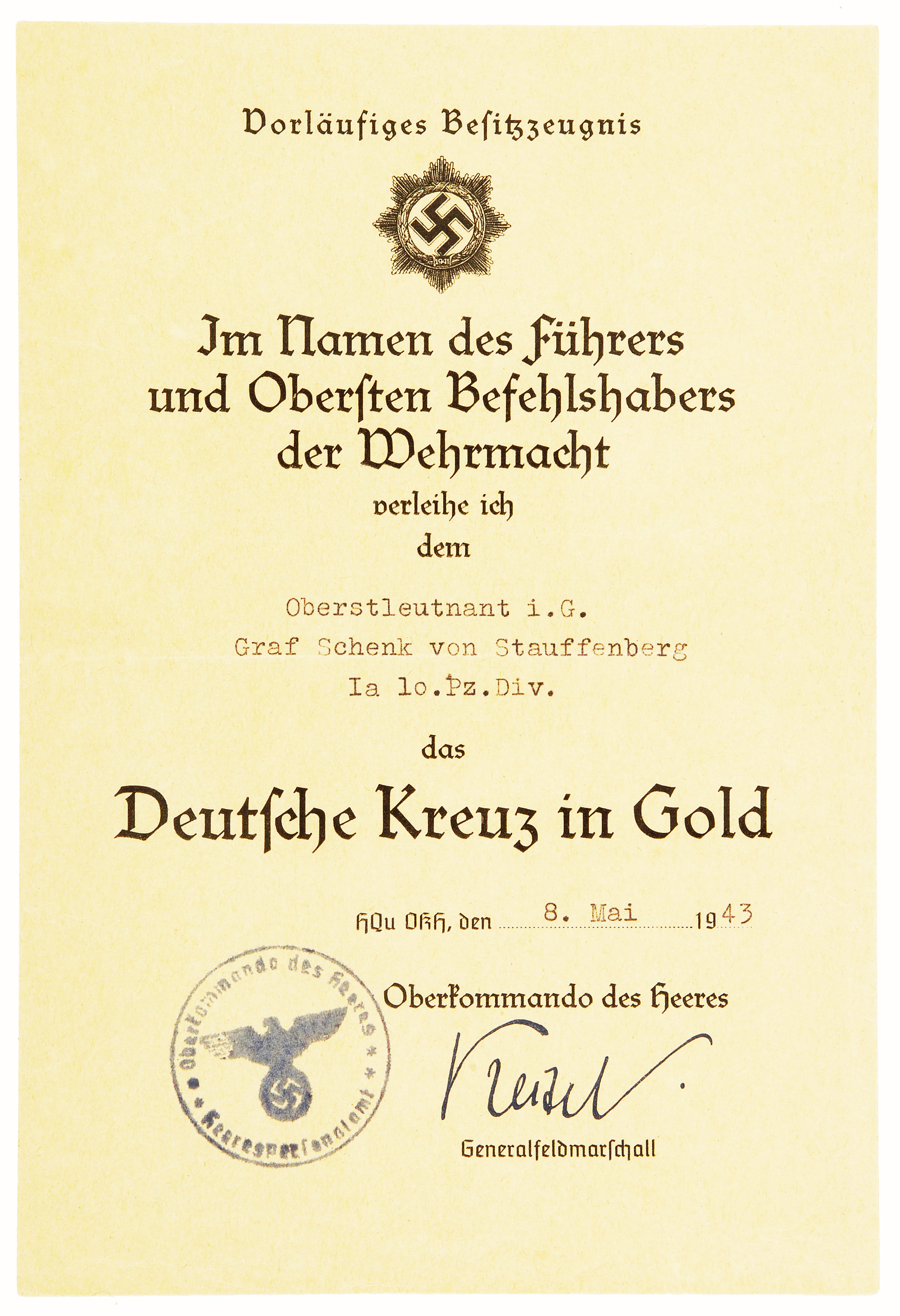
Dokument över Stauffenbergs tilldelande av Tyska korset i guld.

- Militärorden för tapperhet i krig av fjärde klassen: 25 oktober 1941
- Frihetskorsets orden av tredje klassen: 11 december 1942
- Såradmärket i guld: 14 april 1943
- Afrikamedaljen (Medaille für den Italienisch-Deutschen Feldzug in Afrika): 20 april 1943
- Tyska korset i guld: 8 maj 1943
- Asteroiden 8171 Stauffenberg[10]

## Filmatiseringar
I den verklighetsbaserade långfilmen Valkyria från 2008 spelas Claus Schenk von Stauffenberg av Tom Cruise.

## Galleri

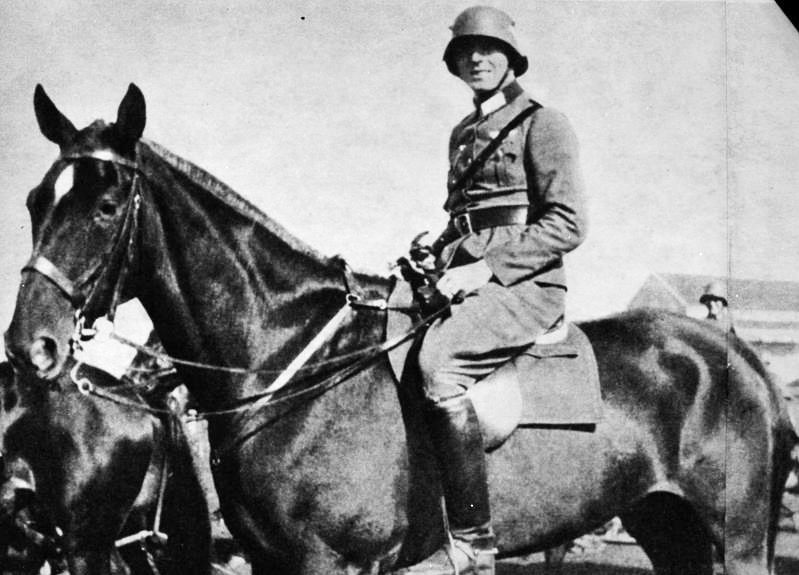
Claus Schenk von Stauffenberg som Oberleutnant vid 17:e Kavalleriregementet, år 1936.
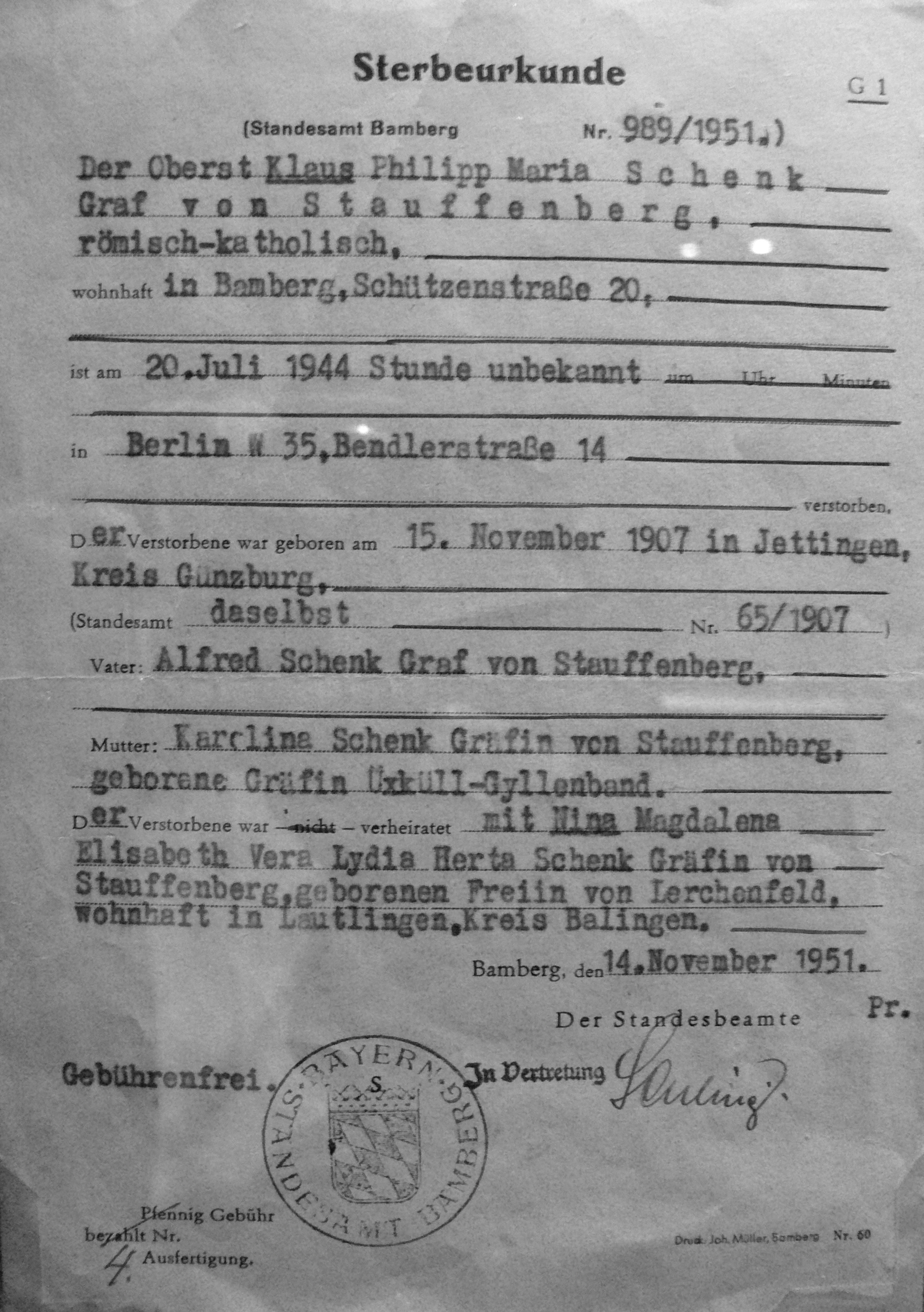
von Stauffenbergs dödsattest.
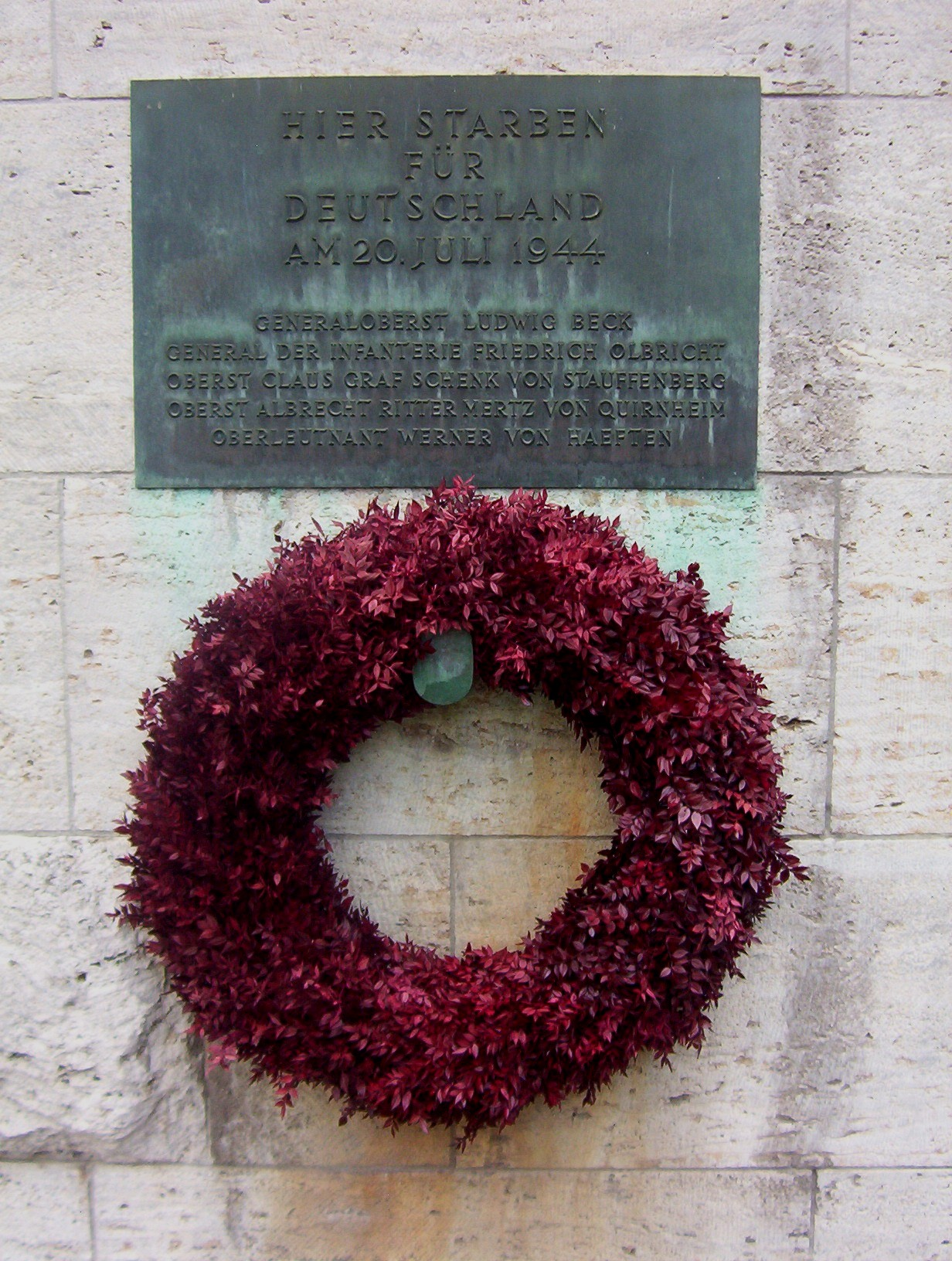
Minnesplatta vid platsen där von Stauffenberg avrättades.